# Xystodesmidae
Xystodesmidae är en familj av mångfotingar. Xystodesmidae ingår i ordningen banddubbelfotingar, klassen dubbelfotingar, fylumet leddjur och riket djur. Enligt Catalogue of Life omfattar familjen Xystodesmidae 340 arter. 

## Bildgalleri

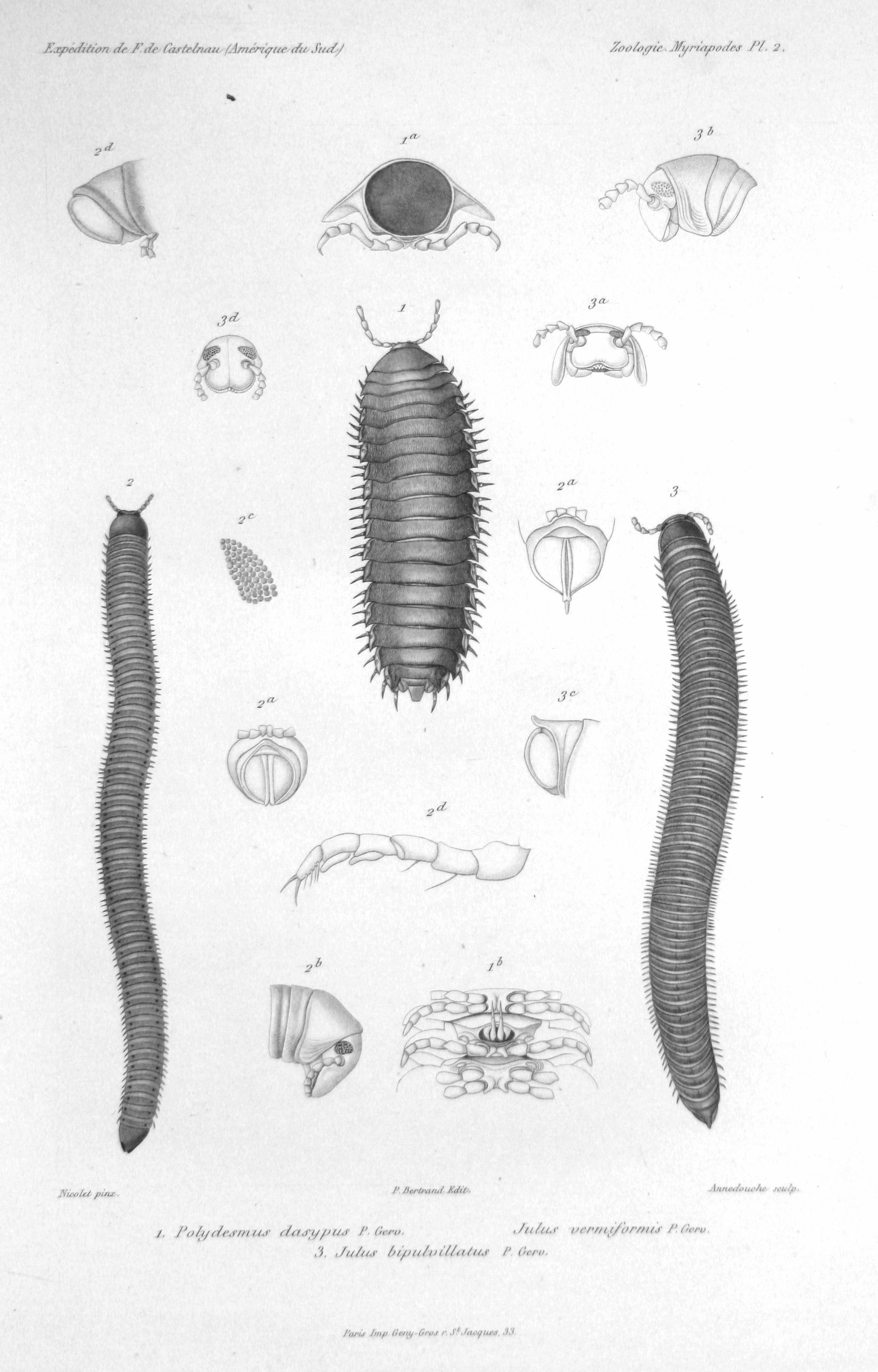

## Dottertaxa till Xystodesmidae, i alfabetisk ordning[1]
- Anombrocheir
- Apheloria
- Boraria
- Brachoria
- Brevigonus
- Caralinda
- Chonaphe
- Cibularia
- Cleptoria
- Croatania
- Cruzodesmus
- Deltotaria
- Devillea
- Dicellarius
- Dixioria
- Dynoria
- Erdelyia
- Ezaria
- Ezodesmus
- Falloria
- Fontaria
- Furcillaria
- Gonoessa
- Grayaria
- Harpaphe
- Hubroria
- Isaphe
- Japonaria
- Kiulinga
- Koreoaria
- Levizonus
- Lourdesia
- Lyrranea
- Macellolophus
- Melaphe
- Metaxycheir
- Montaphe
- Motyxia
- Nannaria
- Nikkonus
- Ochthocelata
- Orophe
- Oxyurus
- Pachydesmus
- Paimokia
- Parafontaria
- Parcipromus
- Parvulodesmus
- Phrurodesmus
- Pleuroloma
- Prionogonus
- Profontaria
- Rhysodesmus
- Riukiaria
- Rudiloria
- Selenocheir
- Semionellus
- Sigmocheir
- Sigmoria
- Sinoria
- Stelgipus
- Stenodesmus
- Takakuwaia
- Thrinaphe
- Thrinaxoria
- Tubaphe
- Wamokia
- Xystocheir
- Yaetakaria